# Orasema coloradensis
Orasema coloradensis is een vliesvleugelig insect uit de familie Eucharitidae. De wetenschappelijke naam is voor het eerst geldig gepubliceerd in 1907 door Wheeler.